# Herbert Klatt
Herbert Klatt (* 16. September 1909 in Graudenz, Westpreußen; † 18. Januar 1945 in Berlin) war ein deutscher Schauspieler.

## Leben
Herbert Klatt begann seine Theaterlaufbahn 1931 mit ersten Auftritten in Erfurt, Konstanz und Düsseldorf. Es folgten Engagements an verschiedene Berliner Bühnen. Zuletzt war er bei der Gastspieldirektion von Rudolf Klein-Rogge unter Vertrag.
Er wirkte auch in einigen Filmproduktionen mit. Darunter befanden sich die nationalsozialistischen Propagandafilme U-Boote westwärts! von Günther Rittau und Kolberg von Veit Harlan, die heute in Deutschland als Vorbehaltsfilme nur unter bestimmten Voraussetzungen aufgeführt werden können. Herbert Klatt spielte aber auch in Historien- und Unterhaltungsfilmen wie Condottieri von Luis Trenker und Werner Klingler mit Luis Trenker, Herbert Hübner und Aribert Wäscher und Das große Spiel von Robert Adolf Stemmle mit René Deltgen, Gustav Knuth und Heinz Engelmann mit.
Zudem ist 1944 auch eine Tätigkeit als Nachrichtensprecher für den „Deutschen Soldatendienst“ des Großdeutschen Rundfunks nachweisbar. Er stand 1944 in der Gottbegnadeten-Liste des Reichsministeriums für Volksaufklärung und Propaganda.
Herbert Klatt verstarb am 18. Januar 1945 in Berlin an den Folgen einer erlittenen Verwundung.

## Filmografie
- 1937: Menschen ohne Vaterland
- 1937: Condottieri
- 1939: Die Stimme aus dem Äther
- 1939: Johannisfeuer
- 1939: Das Lied der Wüste
- 1941: U-Boote westwärts!
- 1942: Das große Spiel
- 1943/45: Kolberg